# Guerriero americano
Guerriero americano (American Ninja) è un film del 1985, diretto da Sam Firstenberg.

## Trama
Joe Armstrong è un soldato americano che si ritrova nelle Filippine come punizione per i guai commessi. È molto scontroso e non ha rispetto per l'autorità, così da attirarsi addosso l'antipatia dei propri commilitoni.
Durante una missione di trasporto armi, il convoglio militare viene attaccato da un gruppo di ribelli, aiutati da guerrieri addestrati nell'arte marziale del ninjutsu e comandati da un guerriero misterioso detto Ninja Nero; costoro cercano di rubare le armi dal convoglio, di cui fa parte una ragazza civile, Patricia Hickock, la figlia del colonnello Hickock che comanda la base locale. I militari inizialmente non reagiscono per ordine del sergente Gallardo, ma Joe interviene mostrando un'ampia conoscenza del ninjutsu perfino superiore agli assalitori; i commilitoni partecipano alla lotta, ma dopo l'iniziale successo sono sconfitti; parecchi perdono la vita ed altri sono feriti gravemente. I ribelli tentano di prendere Patricia, e Joe la libera trascinandola con sé nella foresta.
Il Ninja Nero fa ritorno dal suo padrone, il trafficante d'armi Ortega, che si nasconde dietro affari legittimi e una facciata rispettabile; questi sta intrattenendo futuri clienti sudamericani mostrando loro le sue truppe di ninja e il suo giardino, curato dal taciturno Shinyuki, un anziano soldato fantasma giapponese della Seconda Guerra Mondiale, trovato casualmente da Ortega durante i lavori di costruzione della villa. Il Ninja Nero riferisce dell’intervento di Joe e del fatto che fosse addestrato nella sua arte; Shinyuki ascolta non visto ma con interesse.
Tornato alla base con Patricia, Joe scopre che la maggioranza dei soldati è stata uccisa e i superstiti lo hanno additato come quello che ha iniziato tutto; viene quindi punito dal colonnello Hickock, che si limita a trasferirlo ad altro incarico solo perché gli ha riportato Patricia viva; tuttavia, gli altri soldati lo prendono in antipatia, soprattutto il caporale Curtis Jackson, che ha interrogato per primo i superstiti; Jackson lo provoca apertamente fino ad ottenere una reazione, ma finisce per essere sconfitto facilmente e rimane stupito dall’abilità di Joe. Il caporale, che ha insegnato combattimento corpo a corpo per anni, lo interroga per sapere dove ha imparato tutto quello che sa fare, e Joe dice di non saperlo: sa farlo e basta, come se lo sapesse da sempre. Jackson vorrebbe convincerlo a mettere su con lui una scuola d’addestramento, che gli consentirebbe di fare una discreta quantità di soldi, e cerca di farlo uscire dalle antipatie del colonnello Hickock. Questi chiede al sergente Gallardo informazioni su Joe, scoprendo che il suo vero nome è sconosciuto (quello attuale gli è stato dato in orfanotrofio), ha fatto dentro e fuori dagli istituti per minori e alla fine ha partecipato ad una rissa già maggiorenne; il giudice gli ha dato un ultimatum: arruolamento o prigione; intanto Patricia, dopo la reazione negativa al trattamento subito durante il salvataggio, si sta innamorando di Joe e lo corteggia, invitandolo ad uscire con lei.
Joe è in punizione e non può uscire dalla base, ma trova comunque un sistema e va all’appuntamento; qui però vede il sergente Gallardo discutere con Ortega, che Patricia riconosce poiché frequenta la buona società con suo padre e lo ha già incontrato. Anche Gallardo lo vede e addita Joe come il responsabile della resistenza durante l’attacco, così Ortega gli ordina di sistemarlo. Il giorno dopo, Joe riceve un nuovo incarico: portare un camion al porto; qui gli tendono un’imboscata e il camion viene preso, ma lui si sbarazza dei nemici e sale sul camion, finendo nella villa-fortezza di Ortega dove capisce cosa succede e intuisce che Gallardo fa il doppio gioco; scoperto, riesce a fuggire con l’aiuto di Shinyuki, che sostiene di conoscerlo e promette di rivelargli tutto in seguito.
Alla base Joe rivela tutto a Jackson e Patricia, ma viene intercettato da Gallardo che lo fa mettere in galera; Ortega non vuole correre rischi, c’è una spedizione importante in arrivo e Joe deve morire; manda quindi il Ninja Nero in persona ad occuparsi di lui; l’assassino penetra nella base ed uccide diversi soldati compreso Gallardo, però Joe riesce a sfuggirgli e lo mette in seria difficoltà. Per scagionarsi, acconsente a seguire Patricia e Jackson alla casa del colonnello Hickock, che sembra convincersi ma chiama la polizia militare per arrestarlo; Joe sfugge ai poliziotti e si nasconde; Patricia è furiosa e si sente tradita; Jackson comincia a sospettare che ci sia più di un traditore nella base.
Joe torna alla villa di Ortega, dove Shinyuki lo prende alle spalle e lo nasconde in casa sua; lì il giovane comincia a ricordare della sua infanzia, quando abitava nelle Filippine e tutti cominciarono a morire di malattia; un giorno fu trovato da Shinyuki, allora ancora nascosto nella giungla come soldato giapponese non arresosi; il vecchio soldato gli dà il nome Joe (perché è l’unico nome americano che conosceva) e lo istruisce nel ninjutsu; ma anni dopo Joe fu colpito lievemente da un’esplosione che gli tolse la memoria; la causa erano i lavori di costruzione di una strada, svolti da una ditta americana, così Joe finì oltreoceano. Ora che è tornato, Shinyuki termina la sua istruzione e lo avverte che il Ninja Nero ha tradito il codice di condotta e deve morire; i due decidono di attaccare insieme la fortezza di Ortega.
A casa Hickock, Patricia viene rapita dal Ninja Nero, mentre il colonnello e Ortega discutono animatamente; Hickock era complice fino dall’inizio ma ora vuole tirarsi indietro; Ortega gli rivela che ha sua figlia e lo tiene in pugno.
Il giorno dopo, Ortega incontra di nuovo i suoi clienti e poco dopo Joe e Shinyuki attaccano il complesso, raggiunti presto dall’esercito americano; il colonnello vuole riprendersi la figlia. Durante la battaglia Shinyuki fa da scudo a Joe e viene colpito a morte, e il colonnello Hickock viene ucciso da Ortega che tenta di scappare in elicottero; Joe riesce finalmente ad uccidere il Ninja Nero, libera Patricia con l’aiuto di Jackson e fa saltare l’elicottero con Ortega a bordo.

## Il film
Malgrado la scarsa qualità tecnica ed artistica, il film diviene in breve tempo un film culto fra gli appassionati del genere, tanto da vedere ben 4 seguiti (di cui il primo però resta sicuramente il migliore).
Il film lancia l'allora trentunenne Michael Dudikoff che, malgrado abbia studiato psicologia infantile, si ritrova star di film d'azione. La sua preparazione atletica è minima, e la conoscenza del Ninjutsu meno che basilare, ma il coreografo dei combattimenti Mike Stone è riuscito lo stesso a creare dei buoni combattimenti.
L'attore giapponese Tadashi Yamashita, che in questo film interpreta il Ninja nero, ritornerà come attore e coreografo dei combattimenti nell'ultimo episodio della saga, Guerriero americano 5.
Il film, girato fra l'ottobre ed il dicembre del 1984 interamente nelle Filippine, esce in America il 30 agosto 1985.